# Crocus banaticus
Crocus banaticus är en irisväxtart som beskrevs av Jacques Étienne Gay. Crocus banaticus ingår i släktet krokusar, och familjen irisväxter. Inga underarter finns listade i Catalogue of Life.